# Protestantyzm w Peru
Protestantyzm w Peru – wyznawany jest przez 3,63 miliona osób, co stanowi 12,5% społeczeństwa. Największymi nurtami należącymi do protestantyzmu w 2010 roku były: ruch zielonoświątkowy (4,4%), adwentyści dnia siódmego (3%), niezależne kościoły ewangeliczne, ruch uświęceniowy i baptyści.

## Historia
Kościół anglikański wprowadzony został w 1849 roku. Jako drudzy do Peru przybyli metodyści w 1877 roku. W 1888 roku Francisco Penzotti próbował dostarczyć dla ludzi Biblię. Praca misyjna Niezależnych Braci w 1896 roku doprowadziła do powstania Peruwiańskiego Kościoła Ewangelicznego. Poprzez prowadzenie szkoleń w rolnictwie i prasie krajowej misjonarze doprowadzili do zwiększenia liczby wierzących. Kościół Adwentystów Dnia Siódmego w znacznym stopniu osiągnął sukces poprzez tworzenie szkół wśród Indian Ajmara.
Według Harold’a Rivas dyrektora generalnego Krajowej Rady Ewangelicznej Peru (CONEP) w 1996 roku kościoły ewangelikalne w Peru rosły w tempie 17% rocznie, tym samym był to jeden z najszybszych wskaźników wzrostu na świecie.

## Statystyki
Największe denominacje w kraju, w 2010 roku, według Operation World:
| Kościół                                                                   | Liczba członków | Liczba wiernych | Procent ludności |
| ------------------------------------------------------------------------- | --------------- | --------------- | ---------------- |
| Kościół Adwentystów Dnia Siódmego                                         | 700 000         | 880 000         | 2,98%            |
| Niezależne kościoły zielonoświątkowe                                      | 112 613         | 375 000         | 1,27%            |
| Ewangeliczny Kościół Peru (IEP)                                           | 121 667         | 365 000         | 1,24%            |
| Niezależne Kościoły                                                       | 110 000         | 275 000         | 0,93%            |
| Zbory Boże                                                                | 152 695         | 255 000         | 0,86%            |
| Chrześcijański i Misyjny Sojusz                                           | 53 000          | 183 000         | 0,62%            |
| Kościół Ewangeliczno-Zielonoświątkowy Jezusa Chrystusa                    | 41 958          | 130 000         | 0,44%            |
| Kościół Nazareński                                                        | 53 000          | 123 490         | 0,42%            |
| Kościół Ewangeliczno-Zielonoświątkowy                                     | 41 958          | 120 000         | 0,41%            |
| Misyjny Ruch Ewangeliczny                                                 | 57 500          | 115 000         | 0,39%            |
| FAIENAP                                                                   | 42 609          | 98 000          | 0,33%            |
| Unia Baptystów Południowego Peru                                          | 24 800          | 62 000          | 0,21%            |
| Stowarzyszenie Niezależnych Chrześcijańskich Kościołów Zielonoświątkowych | 24 000          | 57 600          | 0,2%             |
| Kościół Bożych Proroctw                                                   | 22 727          | 50 000          | 0,17%            |
| Niezależny Kościół Baptystyczny                                           | 20 000          | 50 000          | 0,17%            |
| Światowy Ruch Misyjny                                                     | 24 000          | 48 000          | 0,16%            |